# 밑 (수학)
밑(base 또는 radix)은 기수법에서 이웃한 자릿수의 자릿값의 비이다. 위치 기수법이나 균형 3진법과 같은 기수법의 경우 한 자리에 올 수 있는 숫자의 총 개수가 되기도 한다. 그러나 비표준 위치 기수법중 밑이 음수이거나 비정수인 경우에는 밑과 한 자리에 올 수 있는 숫자의 총 수가 다르다. 밑이 N인 위치 기수법을 N진법(base N)이라고 부른다.

## 같이 보기
- 다항식
- 기수 정렬
- 비표준 위치 기수법
- 거듭제곱